# Lane United
El Lane United es un equipo de fútbol de los Estados Unidos que juega en la USL League Two, la cuarta liga de fútbol más importante del país.

## Historia
Fue fundado el 18 de julio del año 2013 en la ciudad de Springfield (Oregón) como uno de los equipos de expansión de la antiguamente conocida como USL Premier Development League para la temporada 2014.
Su primer partido oficial fue el 18 de julio ante el Portland Timbers II, el cual perdieron 0-3 en condición de local y su primera victoria fue el 23 de agosto ante el Southern Oregon Fuego de visitante 4-0, partido en el que Loren Hill anotó el primer gol en la historia de la franquicia, aunque en esa temporada terminaron en último lugar de su división.

## Estadísticas
- Mayor victoria: 4-1 ante Puget Sound Gunners FC el 31 de mayo del 2014
- Peor derrota: 0-7 ante Victoria Highlanders el 22 de junio del 2014

## Gerencia
| Posición                          | Nombre        |
| --------------------------------- | ------------- |
| Presidente                        | Dave Galas    |
| Entrenador/Director Deportivo     | John Galas    |
| Coordinador de Medios y de la Web | Chris Burke   |
| Relaciones Comerciales            | Perry Hammond |
| Delegado                          | Jess Sunio    |